# Icon Productions
Icon Productions LLC — американська незалежна виробнича кінокомпанія, заснована в серпні 1989 актором та режисером Мелом Гібсоном і австралійським партнером у виробництві, Брюсом Дейві.

## Історія
Компанія Icon Productions була заснована у той період, коли у Мела Ґібсона виникли проблеми з фінансуванням фільму «Гамлет». За словами Дейві, «Мел хотів створити« Гамлета» з допомогою агента в Голлівуді, який міг допомогти йому впоратися з цим за 5 хвилин. Досить важко змусити когось дати Вам грошей, аби створити схожий фільм. Я казав йому, якщо він захотів, аби це сталося, хтось повинен був закатати рукава і знайти фінансування, тож він запитав мене, чи хотів би я з ним співпрацювати, і я погодився».
Логотипом кінокомпанії Icon Productions є мала частина Вишгородської ікони Божої Матері.

## Фільмографія

### 1990
- Гамлет

### 1992
- Вічно молодий

### 1993
- Крилаті ролери
- Людина без обличчя

### 1994
- Безсмертна кохана / Immortal Beloved
- Меверік

### 1995
- Хоробре серце
- Як стати аборигеном? / Dad and Dave: On Our Selection

### 1997
- 187 / One Eight Seven
- Анна Кареніна / Anna Karenina
- Чарівна історія / FairyTale: A True Story
- Спайс Ворлд / Spice World

### 1999
- Подорож Феліції / Felicia's Journey
- Ідеальний чоловік / An Ideal Husband
- Звичайний злочинець / Ordinary Decent Criminal
- Розплата
- Чудотворець / The Miracle Maker

### 2000
- Готель «Мільйон доларів»
- Спаси і збережи / Bless the Child
- Чого хочуть жінки
- Kevin & Perry Go Large

### 2002
- Ми були солдатами

### 2003
- Детектив, що співає / The Singing Detective

### 2004
- Страсті Христові
- Папарацці / Paparazzi

### 2006
- Водоспад Серафима / Seraphim Falls
- Апокаліпто
- Чорна вівця / Black Sheep

### 2007
- Викуп / Butterfly on a Wheel
- Любов і сигарети / Romance & Cigarettes

### 2008
- Чорна куля / The Black Balloon
- Мисливці на драконів
- Голод

### 2009
- П'ятий вимір
- Мері та Макс
- Інвазія / Infestation

### 2010
- Відплата

### 2011
- Коріолан

### 2012
- Веселі канікули

### 2014
- Будинок проклятих

### 2015
- Містер Холмс

### 2016
- Неоновий демон
- Handsome Devil
- З міркувань совісті

### 2017
- Finding Fatimah
- The Jungle Bunch

### 2019
- Геній і безумець

### 2025
- Небезпечний рейс
- Страсті Христові: Воскресіння